# Broń kinetyczna
Broń kinetyczna – rodzaj broni służącej do niszczenia celu przez gwałtowne dostarczenie mu energii kinetycznej.
Za klasyczne przykłady pocisku kinetycznego można uznać kamień, strzałę czy pocisk pistoletowy, lecz obecnie nazywane są tak pociski rozpędzane za pomocą bardziej zaawansowanych technicznie urządzeń.
Pocisk kinetyczny może posiadać własny napęd rakietowy, bądź też dzięki sile bezwładności korzystać z prędkości nadanej mu przez rakietę nośną, własny silnik rakietowy wykorzystując jedynie do wykonania manewrów niezbędnych do naprowadzenia na cel. Zasadę działania broni kinetycznej wykorzystuje również tzw. railgun.
Ze względu na niezbędną do bezpośredniego trafienia w cel precyzję naprowadzania, pocisk kinetyczny wyposażony jest zwykle w szereg zaawansowanych urządzeń naprowadzających, bardzo precyzyjnych sensorów podczerwieni oraz urządzeń optycznych lub radarowych.
Podstawowymi cechami charakterystycznymi broni kinetycznych są: niezbędna dla uzyskania właściwej wielkości energii kinetycznej olbrzymia prędkość – sięgająca nawet kilkunastu kilometrów na sekundę – oraz brak wybuchowego ładunku bojowego. Współcześnie broń tego rodzaju często wykorzystywana jest w systemach obrony antybalistycznej oraz przeciwrakietowej.

## Przykłady technologii broni kinetycznej
Najbardziej znanymi systemami broni kinetycznych są technologie stosowane w ramach współczesnego amerykańskiego systemu antybalistycznego Ballistic Missile Defense. Technologie te stosowane są w amerykańskich pociskach antybalistycznych Ground Based Interceptor, rodzinie morskich systemów antybalistycznych Raytheon RIM-161 Standard Missile 3, a także w systemie terminalnej obrony antybalistycznej Patriot PAC-3

### Extended Range Interceptor Technology (ERINT)
Początki rozwoju broni kinetycznych związane są z programem SDI (Strategic Defense Initiative) ogłoszonym przez Ronalda Reagana. Program ten obejmował m.in. niszczenie strategicznych rakiet balistycznych Związku Radzieckiego z wykorzystaniem działania energii kinetycznej uderzenia pocisku przechwytującego we wrogi obiekt.
We wczesnych latach osiemdziesiątych XX wieku amerykański koncern Lockheed Martin prowadził prace nad pociskiem rakietowym dla Agencji Zaawansowanej Obrony Antybalistycznej Armii Stanów Zjednoczonych (ang. U.S. Army’s Advanced Ballistic Missile Defense Agency). Amerykańskie Dowództwo Obrony Strategicznej zmieniło jednak wymagania wobec prototypu pocisku, domagając się umieszczenia w nim radaru samonaprowadzającego zdolnego doprowadzić pocisk do bezpośredniego uderzenia i zniszczenia celu w atmosferze za pomocą energii kinetycznej. Po zawarciu odpowiedniego kontraktu Lockheed Martin rozpoczął prace nad prototypem wykorzystując technologie radaru pracującego w paśmie Ka i gotowy już zespół napędowy. Zespół badawczo-konstrukcyjny działu Missiles and Fire Control (pol. Rakiet i Kontroli Ognia) koncernu Lockheed Martin opracował technologie Hit-to-Kill, która pomyślnie przeszła trzy pierwsze testy niszczenia celów. Całemu programowi nadano nazwę Flexible Lightweight Agile Guided Experiment (FLAGE) (ang. Eksperyment Lekkiego, Elastycznego i Inteligentnego Naprowadzania).
Po trzech pomyślnie zakończonych testach przeciwko celowi Lance TBM, Dowództwo Obrony Strategicznej USA zwiększyło wymagania wobec systemu, domagając się jego zdolności do działania na znacznie większych wysokościach, cały program zmienił zaś nazwę na Extended Range Interceptor Technology (ERINT) (ang. Technologia Niszczyciela Rakiet o Zwiększonym Zasięgu). Od czerwca 1984 r. ramach programu SDI przeprowadzono z sukcesem 4 testy, po czym projekt przerwano.
W lutym 1994 roku rozstrzygnięto konkurs, w wyniku którego prototyp ERINT został wybrany do dalszych prac nad systemem, a w październiku tego roku, Lockheed Martin rozpoczął prace nad projektem, rozwojem i produkcją systemu spełniającego konkretne wymagania systemu PAC-3. We wrześniu 1997 Lockheed Martin pomyślnie przeprowadził pierwszy rozwojowy test lotu systemu PAC-3.
Zastosowanie: Patriot PAC-3

### Exoatmospheric Kill Vehicle (EKV)
W październiku 1990 organizacja kierująca całością prac nad obroną antybalistyczną – Missile Defense Agency (MDA) (Agencja Obrony Antyrakietowej) zawarła 3 kontrakty na projekty pojazdów niszczących przeznaczonych do zwalczania pocisków balistycznych w środkowej fazie lotu (ang. Mid-course Defense), zmierzające do opracowania Exoatmospheric Kill Vehicle (EKV). Były to projekty firm:
- Martin Marietta (aktualnie Lockheed Martin)
- Hughes Missiles (aktualnie Raytheon)
- Rockwell (aktualnie Boeing)

Prace zasadniczo opierały się na wcześniejszych projektach HOE (Homing Overlay Experiment) and ERIS (Exoatmospheric Reentry Interceptor Subsystem) wywodzących się jeszcze z czasów prac nad Inicjatywą Obrony Strategicznej (SDI). W 1995 roku z rywalizacji odpadł jednak projekt Martin Marietta. 24 czerwca 1997 r. zaś oraz 16 stycznia 1998 r, przeprowadzono testy IFT (Integrated Flight Test)-1 oraz IFT-2, w których udział wzięły EKV – odpowiednio – Boeinga i Raytheona. W wyniku konkursu głównym wykonawcą kill vehicle dla pocisku GBI został wybrany Raytheon.
EKV Raytheona wyposażony jest w działający na podczerwień system wyszukiwawczy, zawierający matryce optyczne i zestaw chłodzący teleskopu optycznego. Wewnętrzny system naprowadzania i kontroli składa się m.in. z zestawu komputerów pokładowych i algorytmów oprogramowania systemu wyszukiwawczego, mających za zadanie wykryć i śledzić wszystkie nadlatujące obiekty, odróżniać wabiki i cele fałszywe od głowic bojowych oraz doprowadzić w końcowej fazie lotu EKV do kolizji z celem przy prędkości zbliżania przekraczającej 25.700 km/h.System korzysta również z aktualnie prototypowego, zintegrowanego z EKV naziemnego radaru kontroli ognia GBR-P, opracowanego pierwotnie na potrzeby systemu obrony obszaru THAAD. System manewrowy EKV – DACS (Divert and Attitude Control System), zawiera m.in. 4 małe silniki sterujące po 4 stronach kill vehicle. Teleskop Exoatmospheric Kill Vehicle działa w co najmniej dwóch zakresach długości fal. Dokładna rozdzielczość teleskopu jest tajna, jednakże rozdzielczość kątowa powinna w przybliżeniu wynosić ok. 150 do 300 mikro radianów, co oznacza, że rozdzielczość EKV przeciwko obiektom w odległości 1000 km wynosi 150 do 300 metrów, natomiast w odległości 10 km rozdzielczość wynosić będzie od 1,5 do 3 metrów. Teleskop EKV dostrzega zbitkę głowicy bojowej oraz wabików z odległości 720 km, co robi wrażenie, zważywszy na fakt, że rozwartość kąta pola widzenia urządzeń optycznych EKV ma szerokość 1°, co odpowiada spoglądaniu przez słomkę do napojów.
Dane:
- Masa: 75 kg
- Długość: 1,4 m
- Średnica: 60 cm

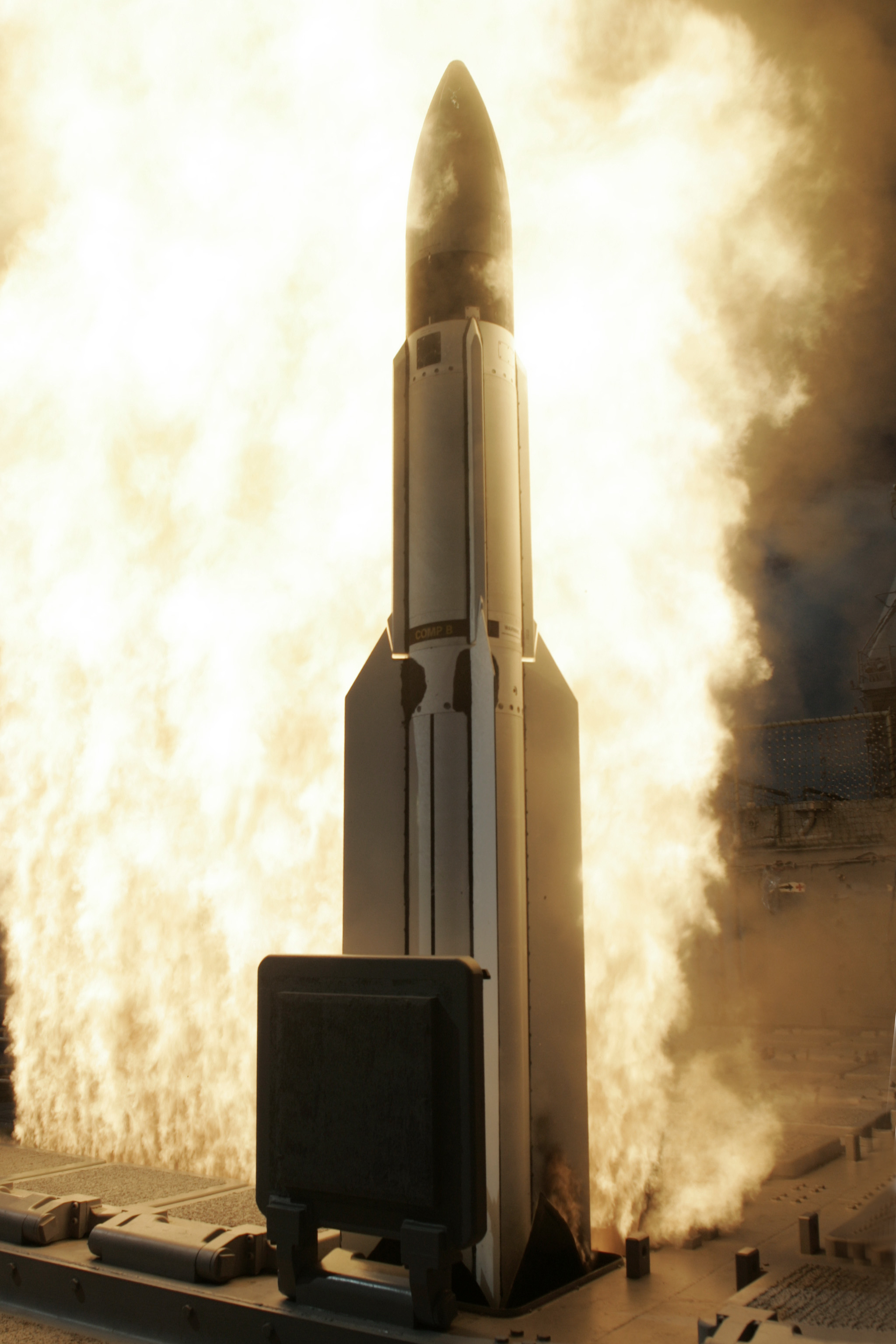
8 marca 2006 r. – start rakiety Standard SM-3 z głowicą HTK systemu LEAP z pokładu krążownika rakietowego AEGIS USS Lake Erie (CG-70) w trakcie wspólnego testu Agencji Obrony Antyrakietowej USA i Japońskiej Agencji Obrony na Pacyfiku.

- Prędkość lotu: 15 km/s (54 000 km/h)
- Pułap: przechwycenie następuje na wysokości ponad 200 km

Zastosowanie: Pociski GBI.

### Lightweight Exo-Atmospheric Projectile (LEAP)
Głowica opracowana dla antybalistycznego pocisku morskiego Raytheon RIM-161 Standard SM-3.